# اللغة المصرية الحديثة
 اللغة المصرية الحديثة  أحد مراحل تطور اللغات المصرية التي كانت تستخدم للكتابة في عصر الدولة الحديثة وحقبة العمارنة في عام 1350 تقريبا قبل الميلاد. ولم تكتب النصوص كاملة باللغة المصرية الحديثة إلا في حقبة الرعامسة وما بعدها. انتشرت اللغة المصرية الحديثة، ولكنها لم تحل تمامًا محل اللغة المصرية الوسطى كلغة للأدب المصري القديم.

## الأدب المصري الحديث
ويمثل مصر الحديثة  من قبل مجموعة كبيرة من المؤلفات الدينية والعلمانية، التي تضم قصة وينامون، وقصائد الحب من تشيستر بيتي-I ورق البردي. وأصبحت التعليمات نوع أدبي شعبي في عصر الدولة الحديثة، التي أخذت شكل المشورة بشأن السلوك السليم. وكانت أيضا لغة الإدارة الرعامسة.

## الاختلافات بين مصر في العصور الوسطي والحديثة
مصر الحديثة  ليست متميزة تماما من مصر الوسطى، كما تظهر العديد من «الكلاسيكيات» في الوثائق التاريخية والأدبية لهذه المرحلة. ومع ذلك، إن التقدم والازدهار بين مصر الوسطى والحديثة أكبر منه بين مصر الوسطى والقديمة. حيث أصبحت الكتابة أفضل من قبل

## التطورات خلال الألف الأول قبل الميلاد
شهدت الهيروغليفية قواعد الإملاء والتوسع الهائل في مخزون الغرافيم بين الأسرات المتأخر وفترات البطلمي. ونهضت مصر الوسطي بعد الفترة الانتقالية الثالثة، عندما كان غالبا ما تستخدم الهيروغليفية والهيراطيقية في مصر الحديثة.